# Mohamed Salmeen
Mohamed Salmeen (en árabe: محمد احمد يوسف سالمين‎; Al Muharraq, Baréin, 4 de noviembre de 1980) es un exfutbolista de Baréin que jugaba en la posición de centrocampista.

## Carrera

### Club
| Periodo   | Club          |
| --------- | ------------- |
| 1999–2002 | Muharraq Club |
| 2002-2004 | Al-Hala SC    |
| 2004      | Muharraq Club |
| 2005–2007 | Al-Arabi Doha |
| 2007–2009 | Muharraq Club |
| 2009–2010 | Al-Dhafra     |
| 2010–2016 | Muharraq Club |

### Selección nacional
Jugó para Baréin en 126 ocasiones de 2000 a 2013 y anotó 11 goles, participó en la Copa Mundial de Fútbol Sub-17 de 1997, los Juegos Asiáticos de 2002, dos ediciones de la Copa Asiática y tres eliminatorias mundialistas.

## Logros

### Club
- Liga Premier de Baréin (5): 2000-01, 2007-08, 2008-09, 2010-11, 2014-15
- Copa del Rey de Baréin (6): 2008, 2009, 2011, 2012, 2013, 2015-16
- Copa Príncipe de la Corona de Baréin (1): 2001
- Supercopa de Baréin (1): 2013
- Copa AFC (1): 2008
- Copa de Clubes Campeones del Golfo (1): 2012

### Individual
- Mejor jugador de la Copa de Naciones del Golfo de 2003.

## Estadísticas
| Selección | Año   | Apariciones | Goles |
| --------- | ----- | ----------- | ----- |
| Baréin    |       |             |       |
| 2000      | 2     | 1           |       |
| 2001      | 16    | 2           |       |
| 2002      | 9     | 2           |       |
| 2003      | 6     | 1           |       |
| 2004      | 26    | 2           |       |
| 2005      | 9     | 0           |       |
| 2006      | 3     | 0           |       |
| 2007      | 8     | 0           |       |
| 2008      | 14    | 0           |       |
| 2009      | 18    | 2           |       |
| 2010      | 5     | 0           |       |
| 2011      | 1     | 0           |       |
| 2012      | 3     | 0           |       |
| 2013      | 6     | 1           |       |
| Total     | Total | 126         | 11    |

| N.º | Fecha      | Sede                 | Partido | Rival               | Marcador | Resultado | Torneo                                               | Ref.   |
| --- | ---------- | -------------------- | ------- | ------------------- | -------- | --------- | ---------------------------------------------------- | ------ |
| 1   | 4-4-2000   | Aleppo, Siria        | 1       | Irán                | 1–0      | 1–0       | Clasificación para la Copa Asiática 2000             |        |
| 2   | 21-2-2001  | Kuwait City, Kuwait  | 6       | Kirguistán          | 1–1      | 2–1       | Clasificación para la Copa Mundial de Fútbol de 2002 | [ 3 ]  |
| 3   | 17-8-2001  | Riad, Arabia Saudita | 12      | Arabia Saudita      | 1–1      | 1–1       | Clasificación para la Copa Mundial de Fútbol de 2002 | [ 4 ]  |
| 4   | 7-1-2002   | Manama, Baréin       | 20      | Macedonia del Norte | 1–0      | 1–1       | Amistoso                                             | [ 5 ]  |
| 5   | 12-12-2002 | Manama, Baréin       | 26      | China               | 1–1      | 2–2       | Amistoso                                             | [ 6 ]  |
| 6   | 30-12-2003 | Kuwait City, Kuwait  | 33      | Yemen               | 1–0      | 5–0       | Copa de Naciones del Golfo de 2003                   | [ 7 ]  |
| 7   | 3-1-2004   | Kuwait City, Kuwait  | 35      | Omán                | 1–0      | 1–0       | Copa de Naciones del Golfo de 2003                   | [ 8 ]  |
| 8   | 10-1-2004  | Kuwait City, Kuwait  | 37      | Kuwait              | 3–0      | 4–0       | Copa de Naciones del Golfo de 2003                   | [ 9 ]  |
| 9   | 23-3-2009  | Riffa, Baréin        | 101     | Zimbabue            |          | 5–2       | Amistoso                                             |        |
| 10  | 3-6-2009   | Riffa, Baréin        | 104     | Jordania            |          | 4–0       | Amistoso                                             |        |
| 11  | 19-11-2013 | Riffa, Baréin        | 126     | Yemen               |          | 2–0       | Clasificación para la Copa Asiática 2015             | [ 10 ] |